# Гран-при Минска
Гран-при Минска (англ. Grand Prix Minsk) — шоссейная однодневная велогонка, с 2015 года проводящаяся в столице Беларуси, городе Минск. 

## История
Маршрут гонки представляет собой круг, проложенный по Проспектe Победителей и преодолеваемый 10 раз. Старт и финиш располагаются у Дворца спорта. В первые два года разворот был у Минск-Арены, длина круга составляла 12 км, а общая протяжённость дистанции — 120 км. С 2017 года разворот был перемещён в сторону МКАДа, увеличив таким образом круг до 14,5-14,9 км, а общую протяжённость до 145-149 км. 
На каждом чётном круге расположены промежуточные спринтерские премии, на которых разыгрывается номинация самого активного гонщика. Также предусмотрена номинация лучшего молодого гонщика.
Гонка входит в календарь Европейского тура UCI под категорией 1.2 и проходит накануне Кубка Минска или наследующий день после него.

## Призёры
| Год  | Победитель      | Второй          | Третий              |          |
| ---- | --------------- | --------------- | ------------------- | -------- |
| 2015 | Сергей Попок    | Роман Майкин    | Василий Малиновский |          |
| 2016 | Сергей Попок    | Андрис Смирновс | Евгений Гутарович   |          |
| 2017 | Евгений Королёк | Норман Вахтра   | Эмилс Лиепиньш      |          |
| 2018 | Николай Шумов   | Марек Руткевич  | Евгений Ахраменко   |          |
| 2019 | Норман Вахтра   | Мартин Лаас     | Георгиос Боуглас    |          |
| 2020 | отменено        | отменено        | отменено            | отменено |
| 2021 | отменено        | отменено        | отменено            | отменено |